# Evo ruka
Evo ruka (osnovano 2011. godine, Beograd) je najveće srpsko udruženje za pomoć osobama sa smetnjama u razvoju i invaliditetom i njihovim porodicama. Udruženje svoje projekte fokusira na razvoj usluga socijalne zaštite, inkluzivne prakse, rešenja koja omogućavaju dostojanstven život kroz ravnopravno učešće u zajednici kako bi se izbegla institucionalizacija dece sa smetnjama u razvoju i mladima sa intelektualnim teškoćama i invaliditetom kao  i na osnaživanje roditelja i staratelja.

## Opseg delovanja i najznačajniji projekti
Udruženje aktivno radi na izmenama i usklađivanju zakonskih rešenja  i društvenih praksi kako bi se ostvario dostojanstven život, aktivno učešće u zajednici, stvaranju inkluzivnog društva poboljšanje zdravstvenih i socijalnih usluga i politika, ukidanje diskriminacije  i stigmatizacije, otklon opasnosti od institucionalizacije i siromaštva OSI i njihovih porodica/negovatelja.
Projekat  „Stamena nije od kamena” je proaktivna mreža podrške, osnaživanje i zaštite majki i negovateljicam dece sa smetnjama u razvoju i retkim bolestima na teritoriji cele Srbije  realizuje se u partnerstvu sa Ženskim udruženjem kolubarskog okruga. Ova inicijativa ima dvojaki značaj: da pruži pomoć negovateljicama koje su posebno izložene višetrukoj diskriminaciji i socijalno su isključene  i da upozna širu javnost sa ovim problemom. Mreža okuplja veliki broj organizacija civilnog društva i stručnjaka koji se bave pružanjem podrške deci i odraslima sa smetnjama u razvoju i njihovim porodicama. Kroz ovaj projekat, mreža se zalaže za: izmene različitih dokumenata na lokalnom i nacionalnom nivou koji definišu podršku osobama sa invaliditetom i položaj njihovih majki, roditelja i negovateljica, kreiranje neophodnih usluga socijalne zaštite, pružanje dodatne podrške ženama da se uključe u život zajednice, ekonomsko osnaživanje žena kojima je potrebna dodatna podrška, poboljšanje političke participacije žena na lokalnom nivou,  povećanje vidljivosti majki i negovateljica dece sa invaliditetom i retkim bolestima, ulazak izazova sa kojima se svakodnevno suočavaju majke i negovateljice dece sa smetnjama u razvoju i retkim bolestima u javni govor, budžetiranje usluga socijalne zaštite, kao i pozicioniranje u lokalnim telima za rodnu ravnopravnost i socijalnu politiku i kreiranje multidisciplinarnih timova za zaštitu porodice. 
Projekat „Dostojanstvo i podrška za mlade osobe sa invaliditetom (OSI) - Ja živim i van školske klupe” se bavi problemom izostanka socijalne podrške za OSI nakon izlaska iz sistema formalnog obrazovanja. Mladi sa intelektualnim teškoćama nisu adekvatno prepoznati kao zasebna grupa kojoj je potrebna posebno dizajnirana i prilagođena podrška. S jedne strane, ovi mladi ljudi nisu dovoljno kvalifikovani da bi bili konkurentni na tržištu rada ili ih poslodavci ne prepoznaju kao prihvatljiv kadar, dok s druge strane ne postoje adekvatne usluge podrške koje bi im omogućile dostojanstven život i mogućnost da učestvuju u aktivnostima u zajednici. Ovakva diskriminacija dovodi do regresije u njihovom fizičkom i mentalnom zdravlju kao i do toga da sva dvadesetčetvoročasovna briga pada na teret porodice. Ovim projektom udruženje pokušava da dovede do proširenje usluge ličnog pratioca ili uvođenje druge adekvatne usluge za made nakon navršene šesnaeste godine, što bi moglo biti korak da ukidanju diskriminacije, stigmatizacije, društvene izolacije i smanjenju rizika od siromaštva.
Projekat „Moje mesto na tržištu rada” je organizovan oko zagovaranja izmena i dopuna Zakona o zapošljavanju i osiguranju u slučaju nezaposlenosti.  Udruženje je kroz dugogodišnji rad sa decom i mladima sa smetnjama u razvoju i njihovim roditeljima/negovateljima steklo uvid u složen problem prekarnosti. Zbog nedovoljno razvijenih usluga socijalne zaštite kao i izostanka podrške za mlade OSI nakon završetka formalnog obrazovanja, čest je slučaj da jedan roditelj mora da napusti posao kako bi pružao stalnu negu . Ovo je posebno nezavidna situacija za samostalne i samohrane roditelje/negovatelje. Ako se i stvore uslovi za njihov povratak na posao, na tržištu rada nisu prepoznati kao teško zapošljiva kategorija i suočavaju se sa brojnim preprekama što preti sagorevanju, mentalnom i fizičkom zdravlju jer su u opasnosti od ekstremnog siromaštva. Udruženje Evo ruka je sprovelo istraživanje o potrebama i položaju roditelja ddece sa razvojnim smetnjama i invaliditetom.